# فردسون کامارا پریرا
فردسون کامارا پریرا (به پرتغالی: Fredson Câmara Pereira) هافبک اهل برزیل است که در شهر Monção و در تاریخ ۲۲ فوریهٔ ۱۹۸۱ به دنیا آمده‌است.
فردسون کامارا پریرا در تیم‌های فوتبال Paraná سابقهٔ حضور دارد.